# Kopsodzie (gmina)
Kopsodzie – dawna gmina wiejska istniejąca na przełomie XIX i XX wieku w guberni suwalskiej. Siedzibą władz gminy były Kopsodzie.
Gmina Kopsodzie powstała za Królestwa Polskiego w powiecie wyłkowyskim w guberni suwalskiej 19 maja?/31 maja 1870 z części obszaru gmin Wisztyniec (17 wsi), Kibarty (6 wsi) i Pojewoń (4 wsie). 
Po odzyskaniu niepodległości przez Polskę i Litwę powiat wyłkowyski na podstawie umowy suwalskiej wszedł 10 października 1920 w skład Litwy.